# Arzler Pitzeklamm
Arzler Pitzeklamm, také Pitzenklamm, je soutěska řeky Pitze v obci Arzl im Pitztal ve spolkové zemi Tyrolsko v Rakousku v přírodním parku Kaunergrat.

## Popis
V nejnižší části údolí Pitztal je přibližně jeden kilometr dlouhá soutěska řeky Pitze až po soutok s řekou Inn. Vymezena je nahoře silničním mostem (830 m n. m.) do Wald im Pitztal a dole Arlberskou železnicí (711 m n. m.) na břehu řeky Inn. Soutěska vznikla po ústupu ledovce Würm erozní činnosti řeky Pitze, která ve vápencovém podloží a v morénovém štěrku vytvořila strmé nepřístupné svahy. Vegetaci charakterizují vzácná a různorodá společenství, včetně porostu javoru klenu, jasanu a smíšených lipových lesů.

## Přírodní ochrana
Les v roklině byl v roce 1999 vyhlášen přírodní lesní rezervací (o rozloze cca 19,5 ha) a v roce 2003 zde byla vyhlášena chráněná krajinná oblast o rozloze 31,2 ha. V roce 2004 byla zařazena do soustavy chráněných území Natura 2000.
Arzler Pitzeklamm je součástí přírodního parku Kaunegrat a je vytyčen po obou stranách řeky Pitze od mostu Benni-Raich až po železniční most Arlberské železnice. Osmdesát procent plochy je zalesněno a dvanáct procent tvoří voda. 
Je částečně v soukromém vlastnictví a částečně majetkem Rakouské republiky.

## Zajímavosti
V roce 1986 byla v nepřístupném terénu vybudována stezka dlouhá 1,5 km a pojmenovaná po horolezci Luisi Trenkerovi, jehož otec se narodil v Arzl im Pitzalu. Stezka začíná u silničního mostu přes řeku Pitze, kde je pomník Luise Trenkera. Okružní stezka se vrací přes visutý most pro pěší postavený v roce 1995. Most spojuje části Arzl a Wald. Z původního názvu Pitzenklammbrücke byl v roce 2005 přejmenován na most Benni-Raich-Brücke po alpském lyžaři Benjaminu Raichovi. Je to nejvyšší visutý most pro pěší v Evropě, má rozpětí 137,7 m a je ve výšce 94 m.

## Galerie

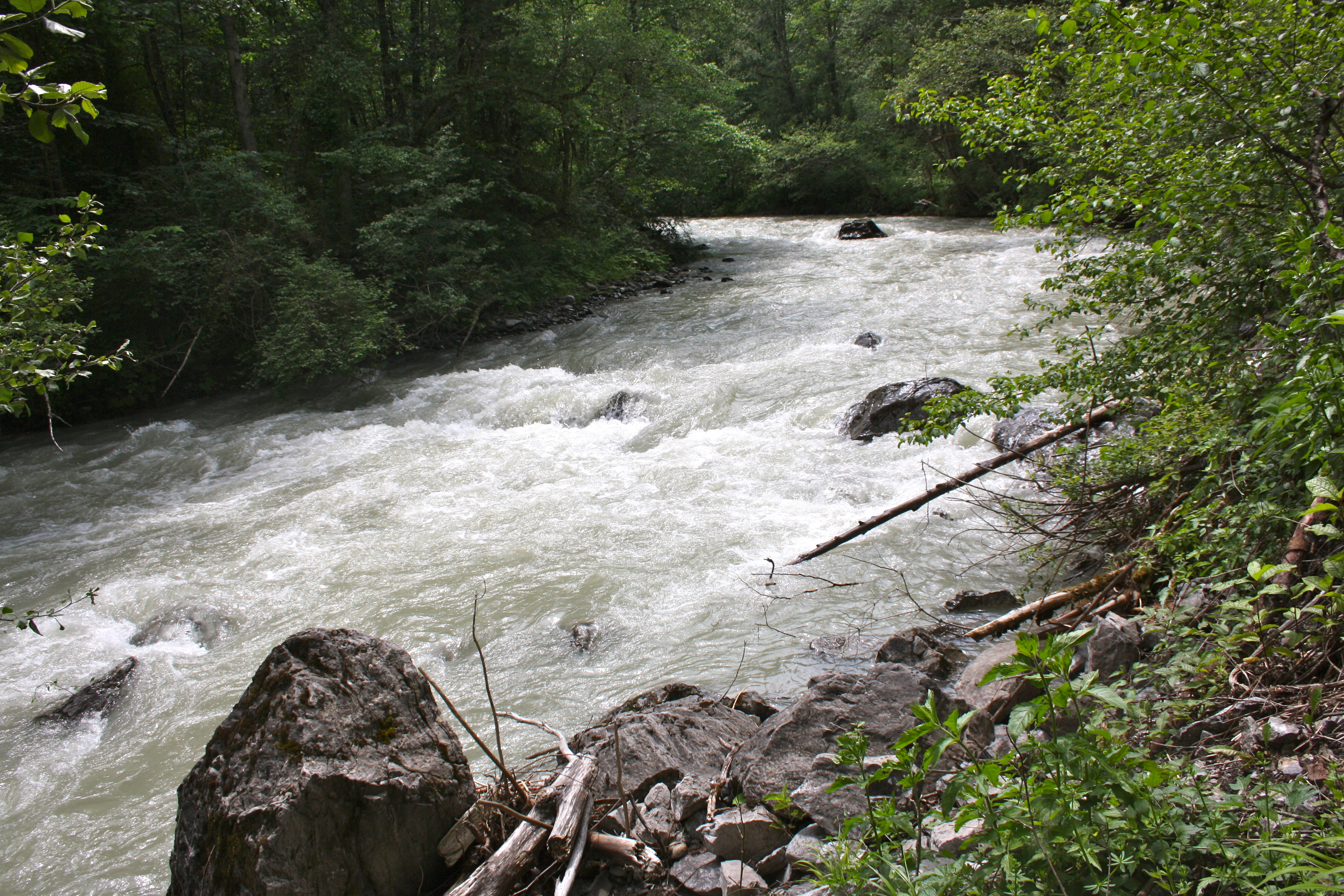
Soutěska
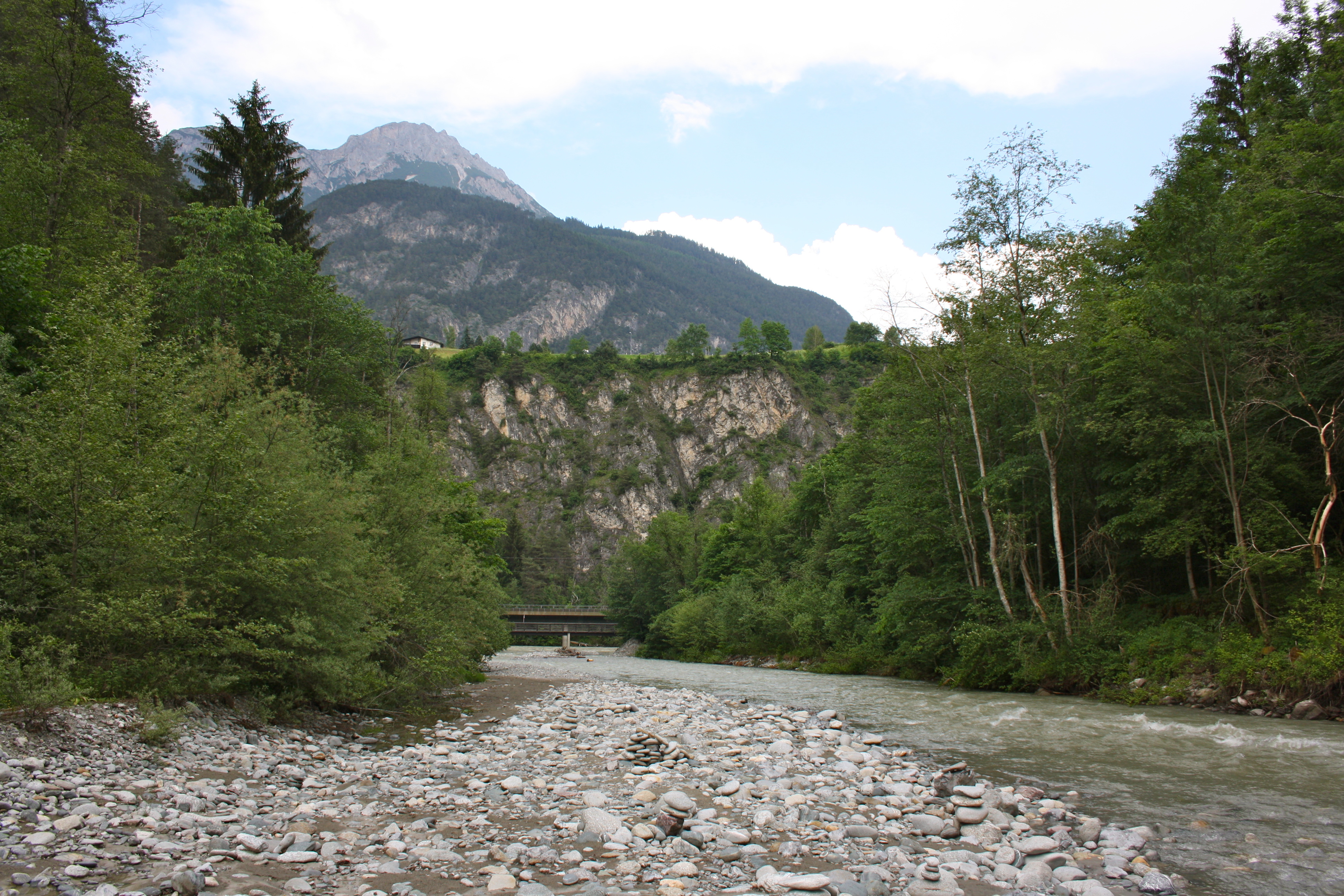
Ústí řeky Pitze
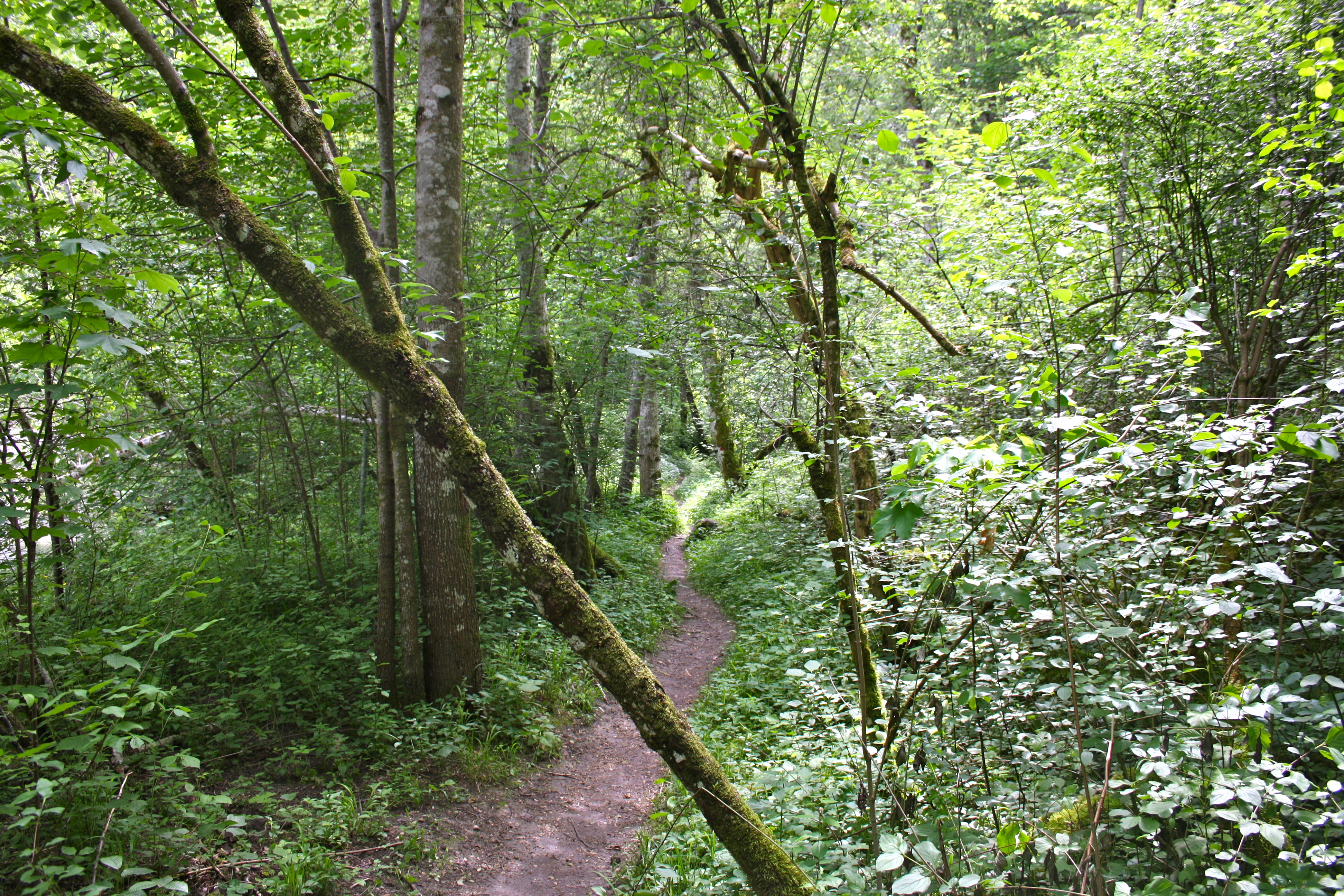
Olše šedá – lužní les
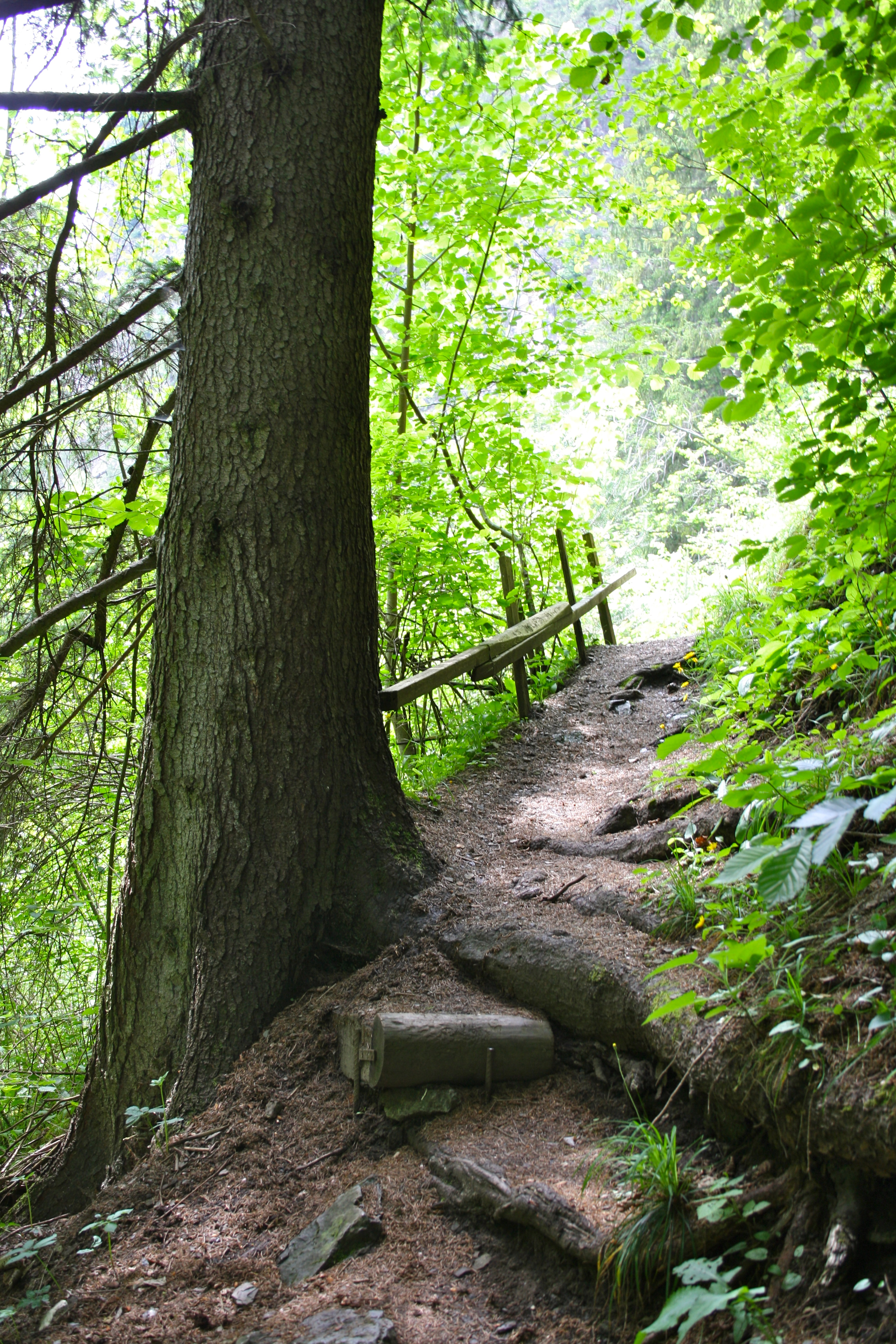
Stezka Luis-Trenker-Steig
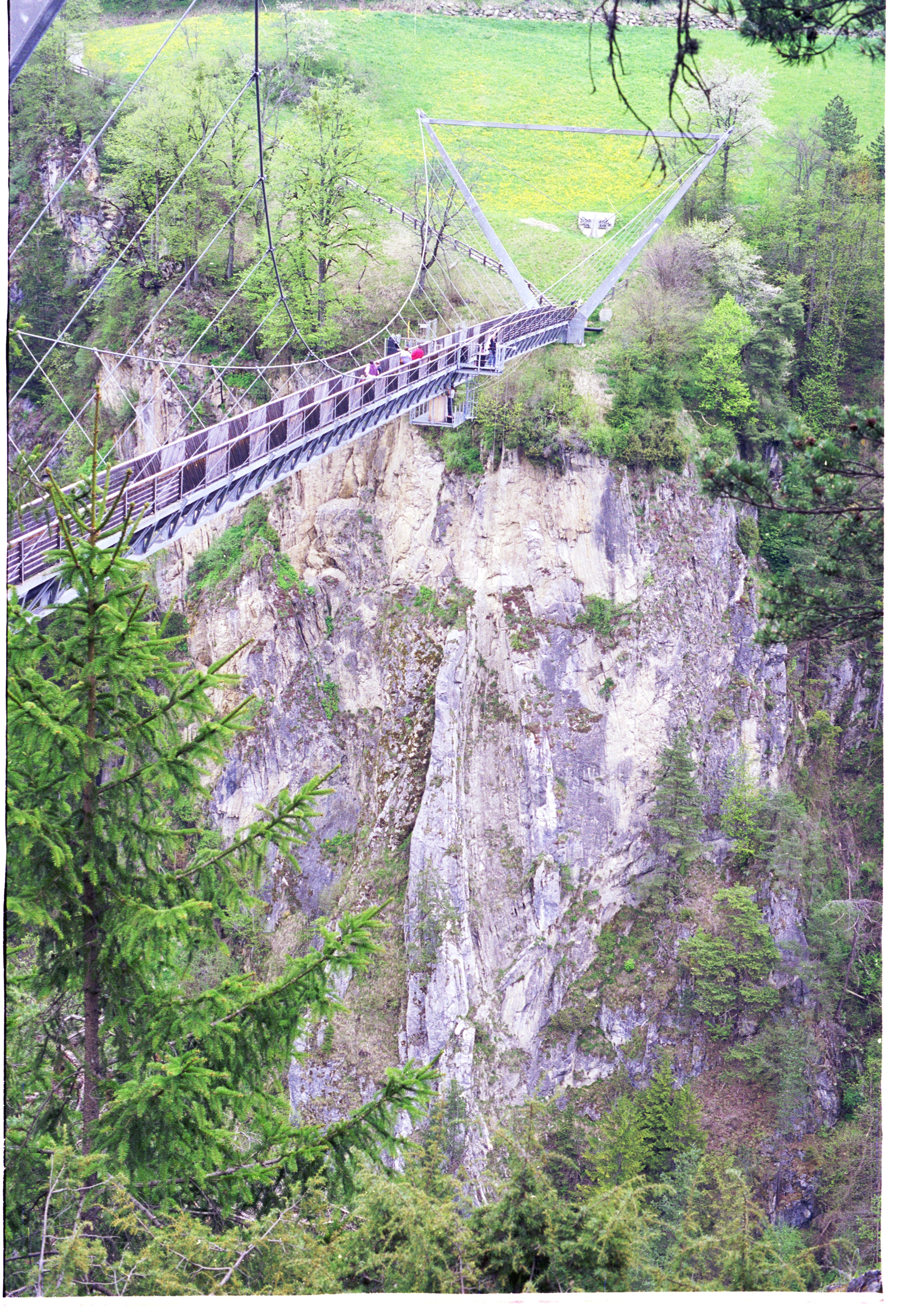
Visutý most pro pěší nad soutěskou